# Готвене на пара
Готвенето на пара е метод за термична обработка на храната, при който се използва парата, получена при нагряването на вода. Подходящ е за приготвяне на зеленчуци, риба, месо и други храни.
Счита се, че при този метод хранителните вещества се запазват по-добре, затова се препоръчва при диетичното хранене.